# クイズタッグマッチ
『クイズタッグマッチ』は、1977年10月3日から1978年3月31日までフジテレビ系列局で放送されていたフジテレビ製作のクイズ番組である。放送時間は毎週月曜 - 金曜 12:00 - 12:30 （日本標準時）。

## 概要
前番組『やりくりクイズ30万に挑戦』と同じく平日昼の帯番組として放送。三橋達也が司会を、家弓家正が出題者を務めていた。『やりくりクイズ30万に挑戦』とは違い、本番組では男性もペアを組んで出場することができた。

## ルール
出場ペアが2組ずつ早押しクイズで対決。1問正解するごとに2,000円の賞金が贈られていた。前期には3チーム勝ち抜き方式で行われていたが、後期には4チームトーナメント方式に変更されていた。
出場者は全員1人につき1つのゴンドラに乗り、両端からスタート。正解するたびに右側のゴンドラは左に、左側のゴンドラは右に1マスずつ移動することができたが、不正解だと出発点にまで戻された。それを繰り返し、ゴンドラ2つを合体させられたペアが勝者とされた。
クイズは一般的な問題から二者択一式の問題、YES・NO問題まであったりとさまざまだったが、中にはペアが1つの問題に答え、2つの解答を出すというものもあった。これは双方正解でゴンドラが1マスずつ移動となり、どちらかが不正解でも出発点にまで戻されるペナルティは無かった。
青・緑・紫・黄・オレンジ・赤の6色のゾーンがあり、それぞれの色で合体すると賞品が出て、毎回決めるラッキーゾーンで合体するとボーナス賞金が出ていた。
3組勝ち抜いた（後期には優勝した）チームは、制限時間30秒以内に3つ完全回答の書き問題に挑戦するボーナスクイズに参加できた。解答でジャッジの際に123のランプが点滅した場合、3つの解答のどれかを制限時間10秒以内に1回だけ修正できた。1問正解で5万円、2問正解で10万円、3つとも点灯（完全正解）したら賞金30万円獲得となった。

## 補足
- 1977年11月23日放送分で芸能人大会を実施。放送開始から間もない時期だったが、この回は後期と同じくトーナメント方式で行われた。さらにこの回のみのルールとして、勝ったペアは5つあるパネルの中から1つを選び、その裏に書かれている言葉から連想した物を「勝利者賞」として獲得できた。
- 出場者が乗るゴンドラは上下に分かれており、前期には上段がチャンピオンで下段が挑戦者という構成だった。後期においては、1回戦では上段が「トーナメント表の左」で下段が「トーナメント表の右」、決勝戦では上段が「1組目の勝者」で下段が「2組目の勝者」という構成だった。なお、上段ゴンドラの上には勝ち抜き人数を表す電光掲示板が置かれていたが、後期には外されずにさまざまな色のランプが点灯していた。
- 音楽は、前番組から引き続き渡辺岳夫が担当。

| フジテレビ系列 月曜 - 金曜12:00枠                          | フジテレビ系列 月曜 - 金曜12:00枠                    | フジテレビ系列 月曜 - 金曜12:00枠          |
| 前番組                                                     | 番組名                                               | 次番組                                     |
| ---------------------------------------------------------- | ---------------------------------------------------- | ------------------------------------------ |
| やりくりクイズ30万に挑戦 （1976年10月4日 - 1977年9月30日） | クイズタッグマッチ （1977年10月3日 - 1978年3月31日） | 12時開演! （1978年4月3日 - 1978年9月29日） |